# Banc Vanguard
Le banc Vanguard (en anglais Vanguard Bank ; en vietnamien Bãi Tư Chính ; en mandarin 万安滩, Wànān tān) est un groupe de récifs corallliens immergés au sud-ouest des îles Spratleys en mer de Chine méridionale,,.

## Géographie
Le banc Vanguard est un groupe de récifs coralliens immergé situé au sud-ouest de la mer de Chine méridionale, à 160 milles marins de la côte de Vũng Tàu au Viêt Nam continental et à plus de 600 milles marins de la côte de l'île chinoise de Hainan.
Le banc Vanguard se trouve à 22 milles marins au sud-ouest du banc Prince Consort (7° 55′ 00″ N, 109° 58′ 00″ E),. 
Le banc fait 63 km de long et 11 km de large. La surface du récif observée a une superficie de 33,88 km2.
La crête linéaire de ce banc est alignée ouest-est et dans les isobathes de 18,3 mètres mesure 16 milles marins de long et 3 milles marins de large.
L'endroit le moins profond se trouve à l'extrémité nord, avec une profondeur enregistrée de 16,5 mètres.

## Infrastructures

### Plateformes
Le Viêt Nam a érigé trois structures en acier appelées plateformes DK1. « DK » est l'abréviation initiale de Dịch vụ - Khoa học kỹ thuật (en français « Service - Science et Technologie »), tandis que le chiffre « 1 » fait référence aux plateformes situées dans le cercle le plus extérieur, le plus éloigné du continent. Bien que situés sur des hauts-fonds différents, les rigs sont tous appelés rigs Tư Chính. 
Les structures en acier ont été installées en 1989. Plus tard, le modèle de maison de forage a été repensé, plus spacieux et plus robuste, avec une structure continue suivant le modèle d'une plateforme de forage en eau profonde.
Il existe actuellement trois plateformes en activité :
- Plateforme DK1/11 (Maison de forage Tư Chính C ou Tư Chính 3) : achevée le 5 mai 1994.
- Plateforme DK1/12 (Maison de forage Tư Chính D ou Tư Chính 4) : achevée le 8 août 1994.
- Plateforme DK1/14 (Maison de forage Tư Chính E ou Tư Chính 5) : achevée le 20 avril 1995.

Actuellement, ces plateformes sont contrôlées par les soldats de la garnison appartenant au bataillon DK1, initialement sous la brigade 171 du commandement de la région 2 de la Marine populaire vietnamienne, puis sous le commandement de la région navale 2.

### Phare
Le banc Vanguard comprend deux phares, tous deux avec une hauteur de tour de 22 mètres, une portée effective de 12 milles marins et une lumière blanche. Caractéristiques lumineuses : un phare clignotant groupe 2, cycle 13 secondes ; un phare clignote par groupe de 3, avec une période de 8 secondes. 

## Revendications

### Contenu des revendications

#### Viêt Nam
Administrativement, le banc Vanguard est sous la gestion du Viêt Nam au sein de la province de Bà Rịa-Vũng Tàu.
Le Viêt Nam estime que, sur la base de l'article 60 de la Convention des Nations unies sur le droit de la mer de 1982 (CNUDM 1982), les réglementations sur les îles artificielles, les équipements et les structures dans la zone économique exclusive et les réglementations de l'article 80 sur les îles, les îles artificielles, les installations et structures sur le plateau continental, le Viêt Nam a le droit exclusif de construire, d'autoriser et de réglementer la construction, l'exploitation et l'utilisation d'îles artificielles, d'installations et de structures utilisées aux fins envisagées à l'article 56 de la CNUDM 1982 ou à d'autres fins économiques dans la zone économique exclusive et le plateau continental. Le Viêt Nam a déclaré qu'il n'avait pas intentionnellement transformé les récifs de son plateau continental sud [y compris le banc Vanguard] en îles émergées et qu'il ne les avait pas attribués à l'archipel des îles Spratleys, et a rejeté cette attribution.

#### Chine
La république populaire de Chine et Taïwan estiment que le banc Vanguard appartient à l'archipel des îles Nansha.
En 1935, la république de Chine a publié « Contraste des noms chinois-anglais des îles de la mer de Chine méridionale de Chine », qui a translittéré le nom anglais Vanguard Bank en chinois par 前衛灘 (Qiánwèi tān). En 1947, le ministère de l'Intérieur de la république de Chine a changé le nom chinois de cette plage en 萬安灘 (Wàn ān tān, récif Wàn ān). Le nom Wàn ān tān est continuellement reconnu et utilisé par la république populaire de Chine depuis 1983. La Chine considère le banc Vanguard comme faisant partie de l'archipel des îles Nansha, et considère en même temps cet archipel comme faisant partie du territoire indivisible de la Chine.

### Droit public international
- Contrairement aux îles, les entités submergées ne peuvent pas revendiquer individuellement leur souveraineté, à moins qu'il ne puisse être prouvé qu'elles se trouvent dans les eaux historiques ou dans la zone économique exclusive de l'île[14],[15],[16].
- Le plateau continental ne fait pas partie du territoire national, en d'autres termes, les États côtiers n'ont pas de souveraineté sur le plateau continental[17]. Selon l'article 77 de la CNUDM de 1982, les États côtiers n'exercent des droits souverains qu'en termes d'exploration et d'exploitation de leurs ressources naturelles. L'exercice de droits souverains par un État côtier ne doit pas causer de dommages à la navigation ou à d'autres droits et libertés d'autres États reconnus par la CNUDM. Selon l'article 79 de la CNUDM 1982, d'autres pays ont le droit d'installer des câbles et des pipelines sous-marins sur le plateau continental mais nécessitent l'accord de l'État côtier.

### Historique des litiges
Le 8 mai 1992, une petite société américaine, Crestone Energy Corporation, s'est vu accorder par la Chine des droits d'exploration pétrolière et gazière sur une zone de 25 155 km2 de mer que la Chine appelle 萬安北 (Wàn ān běi, Wàn ān nord), à côté de la zone du banc Vanguard. Dans le même temps, la Chine a également signé un contrat pour livrer à cette entreprise 5 076 km2 de mer sur le banc Vanguard. Les dirigeants de Crestone ont affirmé que la Marine chinoise protégeait leurs opérations. D’une part, le Viêt Nam a vivement réagi à cette décision, d'une part en accordant les droits sur un bloc pétrolier et gazier voisin à Mobil, également américaine, et d'autre part, en attirant l'attention de la Russie. Il y a eu quelques brefs affrontements navals lorsque les navires Crestone et Mobil sont arrivés dans les eaux ci-dessus.
En 1994, Crestone envisageait à nouveau d'explorer le bloc 21 de Wàn ān běi (comme l'appelle la Chine), mais face à la menace d'intervention militaire du Viêt Nam, la société a dû suspendre son projet. Cette année également, le Viêt Nam a embauché la société Vietsovpetro pour tenter de forer un puits de pétrole dans la région, mais à ce moment-là, la Chine a encerclé la plateforme pour empêcher l'approvisionnement. Deux ans plus tard, en 1996, le Viêt Nam a persuadé la société américaine Conoco d'explorer du pétrole et du gaz sur deux blocs 133 et 134, couvrant une superficie de 14 000 km² dans des eaux presque identiques à celles que la Chine avait assignées à Crestone en 1992. La Chine considère les actions du Viêt Nam comme illégales et sans valeur et avertit directement la société Conoco. Le Viêt Nam a alors déclaré qu'il n'était pas nécessaire de discuter du contrat pétrolier et gazier avec la Chine, car la zone d'exploitation appartenait à la souveraineté et à la juridiction du Viêt Nam.
Fin juillet 2017, BBC News a rapporté d'une entreprise pétrolière et gazière d'Asie du Sud-Est et d'une source diplomatique vietnamienne que la partie vietnamienne avait subi des pressions de la Chine pour annuler les activités d'exploration d'un grand gisement de gaz dans le lot 136-03 (Wàn ān běi 21) a été lancée par la société Talisman-Vietnam (la société mère est Repsol Espagne) il y a tout juste un mois. Ce partenaire aurait été invité à quitter la zone, alors qu'il avait investi environ 300 M$ dans cette transaction. Selon BBC News, la Chine a menacé d'attaquer les bases vietnamiennes dans les îles Spratleys si le Viêt Nam désobéissait.

### Intrusion du navire chinois Haiyang Dizhi 8
Le 18 juin 2019, le navire des garde-côtes chinois lourdement armé 35111, ancré à 40 milles marins à l'ouest du banc Vanguard, a mené des actes de provocation autour de la plateforme pétrolière Hakuryu-5 (louée au Japon, en service à partir du 15 mai 2019), dans le lot 06-01 du projet Nam Côn Sơn, une coentreprise du Viêt Nam et de la Russie. Depuis le 3 juillet 2019, le navire d'exploration géologique Haiyang Dizhi 8, géré et utilisé par le gouvernement chinois, est entré dans les eaux proches de la zone du banc Vanguard. À la suite de la garde de ce navire se trouvaient trois navires de surveillance maritime chinois détectés par satellite, notamment le navire de surveillance maritime de plus de 10 000 tonnes codé 3901 et le navire de la milice maritime Qiong Sansha Yu0014. Entre-temps, des navires des garde-côtes battant pavillon vietnamien sont également apparus dans cette zone, effectuant les activités nécessaires à la protection de leur zone économique exclusive.
Le 16 juillet, répondant aux questions d'un certain nombre de journalistes nationaux et étrangers concernant les récents développements en Mer Orientale, la porte-parole du ministère vietnamien des Affaires étrangères, Le Thi Thu Hang, a déclaré : Toutes les activités étrangères dans les régions Si la mer du Viêt Nam n'a pas l'autorisation du Viêt Nam, elle ne vaut rien, viole les eaux vietnamiennes, viole le droit international et la Convention des Nations Unies sur le droit de la mer de 1982, a déclaré Mme Le Thi Thu Hang lors du passé. Dans le passé, le Viêt Nam a déployé de manière synchrone des mesures pacifiques pour résoudre le problème, luttant pour le respect des zones maritimes du Viêt Nam, les droits et intérêts légitimes du Vietnam dans ses zones maritimes, et aucune action illégale ne complique la situation. « Les autorités maritimes du Viêt Nam exercent leur souveraineté, leurs droits souverains et leur juridiction de manière pacifique et conformément à la loi pour protéger les eaux vietnamiennes », a souligné avec force le porte-parole du ministère des Affaires étrangères.
Le 17 juillet 2019, le porte-parole du ministère chinois des Affaires étrangères, Geng Shuang, a déclaré que le gouvernement vietnamien devait respecter la souveraineté de la Chine sur certaines zones de la mer Orientale et que la partie vietnamienne devait également faire preuve de retenue. Cette action aggraverait la situation dans la région.
Le 19 juillet, répondant à une question d'un journaliste demandant des commentaires sur la déclaration de M. Canh Sang, la porte-parole du ministère vietnamien des Affaires étrangères, Le Thi Thu Hang, a clairement déclaré qu'il s'agissait d'une zone maritime entièrement vietnamienne, déterminée conformément aux dispositions de la Convention des Nations Unies de 1982 sur le droit de la mer, dont le Viêt Nam et la Chine sont tous deux membres. Le Viêt Nam a contacté la Chine à plusieurs reprises par différents canaux, a présenté des notes diplomatiques de protestation, a fermement demandé de mettre fin immédiatement aux violations et de retirer tous les navires des eaux vietnamiennes ; respecter les droits souverains et la juridiction du Viêt Nam dans l'intérêt des relations bilatérales et de la stabilité et de la paix dans la région.
Dans l'après-midi du 25 juillet, lors de la conférence de presse régulière du ministère des Affaires étrangères, la porte-parole du ministère des Affaires étrangères, Le Thi Thu Hang, a souligné : « Le Viêt Nam a eu de nombreuses formes appropriées de communication diplomatique, présentant des notes diplomatiques de protestation à la partie chinoise, exigeant que les navires se retirent immédiatement de la zone économique exclusive du Viêt Nam ».
Répondant aux journalistes lors d'une conférence de presse régulière le 8 août, la porte-parole du ministère des Affaires étrangères, Le Thi Thu Hang, a déclaré : « Comme nous le savons, dans l'après-midi du 7 août, le groupe de navires d'enquête Haiyang Dizhi 8 a arrêté ses activités d'enquête et s'est retiré de la zone économique exclusive et du plateau continental du Viêt Nam »,,.
Le 16 août 2019, répondant aux questions des journalistes vietnamiens et étrangers concernant le retour du navire d'étude chinois Haiyang Dizhi 8 pour violer la zone économique exclusive et le plateau continental du Viêt Nam, la porte-parole du ministère des Affaires étrangères, Le Thi Thu Hang, a déclaré : « Selon les informations des autorités, le 13 août 2019, le navire d'enquête Haiyang Dizhi 8 et un certain nombre de navires d'escorte chinois ont repris leurs opérations en violation des eaux vietnamiennes. Il s'agit d'une zone maritime complète, entièrement sous les droits et la juridiction souverains du Viêt Nam déterminé conformément aux dispositions de la Convention des Nations Unies sur le droit de la mer de 1982 (CNUDM) ».
Le 22 août 2019, répondant aux questions de la presse concernant les activités du groupe de navires d'enquête chinois Haiyang Dizhi 8 dans la zone économique exclusive et le plateau continental du Viêt Nam, Mme Hang a déclaré que le Vietnam avait de nombreuses interactions avec la Chine sur cette question, demandant à la Chine de mettre fin immédiatement aux violations, retirer tous les navires de la zone économique exclusive du Viêt Nam et s'abstenir de tout acte susceptible d'accroître les tensions et de compliquer la situation, menaçant la paix, la stabilité et la sécurité en mer Orientale ainsi que dans la région.